# Ferdinand Kerschner
Ferdinand Kerschner (* 8. April 1953 in Amstetten, Niederösterreich) ist ein österreichischer Jurist und Professor für Bürgerliches Recht und Umweltrecht an der Johannes Kepler Universität (JKU) Linz. Bis zu seiner Pensionierung am 1. März 2014 war er Vorstand des Instituts für Umweltrecht und des Instituts für Zivilrecht und Abteilungsleiter für Umweltprivatrecht. Er ist nach wie vor am Institut für Umweltrecht, Abteilung für Allgemeine Umweltrechtsdogmatik und Umwelttechnikrecht, tätig.

## Leben
Nachdem er 1971 die Reifeprüfung abgelegt hatte, studierte Ferdinand Kerschner Rechtswissenschaften an der JKU. 1977 promovierte er und war als Universitätsassistent in der Abteilung für Allgemeine Zivilrechtsdogmatik am Institut für Zivilrecht tätig. 1984 wurde ihm die Lehrbefugnis für das Fach Bürgerliches Recht verliehen. Nach seiner Zeit als Assistenzprofessor wurde er zunächst zum ao.Univ.Prof. für Bürgerliches Recht ernannt. Seit 1993 leitete er als Univ.-Prof. die Abteilung für Umweltprivatrecht, von 1996 bis 2014 stand er dem Institut für Umweltrecht vor. Ab 2005 war Kerschner stellvertretender Vorstand des Instituts für Zivilrecht, von November 2009 bis Februar 2014 stand er auch diesem Institut vor.
In der Zeit vom 1. Dezember 2008 bis 1. Oktober 2009 war Kerschner Senatsvorsitzender der JKU Linz.
Seit 1994 ist Kerschner Herausgeber der Schriftenreihe Recht der Umwelt und Schriftleiter und Mitherausgeber der Zeitschrift Recht der Umwelt (RdU). Kerschner ist auch Mitherausgeber der 3. Auflage des Großkommentars zum ABGB (Klang).
2013 wurde Kerschner anlässlich seines 60. Geburtstags die von Erika Wagner und Wilhelm Bergthaler herausgegebene Festschrift Interdisziplinäre Rechtswissenschaft – Schutzansprüche und Schutzaufgaben im Recht gewidmet.
Seit Anfang 2016 ist Kerschner gemeinsam mit Peter Bydlinski Herausgeber der Lehrbuchreihe „Bürgerliches Recht“ im Verlag Österreich (vormals Springer Verlag), nachdem Peter Apathy seine verdienstvolle und erfolgreiche Herausgeberschaft aufgrund seiner Emeritierung zum Ende des Jahres 2015 zurückgelegt hat.
2016 wurde Kerschner zum Visiting Professor an der Karls-Universität Prag ernannt. Er ist Vizepräsident des Forums Wissenschaft & Umwelt.

## Arbeits- und Forschungsschwerpunkte
- Allgemeines Zivilrecht
- Amtshaftung
- Dienstnehmerhaftung
- Bereicherungsrecht
- Enteignungsentschädigung (Liegenschaftsbewertung)
- Familienrecht
- Gentechnikrecht
- Internationales Privatrecht
- Liegenschaftsbewertung
- Sachverständigenrecht
- Medizinrecht (insb. Patientenrechte, Patientenverfügung, Vorsorgevollmacht)
- Methodenlehre
- Nachbarrecht
- Naturkatastrophenrecht
- Sachverständigenrecht
- Umwelthaftungsrecht
- Umweltmediation
- Unternehmergeschäfte
- Verkehrsrecht
- Wasserrecht
- Grenzgebiete zwischen privatem und öffentlichem Recht

## Auszeichnungen
- 1983 Preis der Wiener Juristischen Gesellschaft
- 1983 Richard Büche-Preis
- 1992 Kulturförderungspreis des Landes Niederösterreich Sparte Wissenschaft
- 1992 VOEST-Preis „Umwelt und Wirtschaft“
- 1992 Wissenschaftspreis des Landes Niederösterreich Förderungspreis
- 1993 Wissenschaftspreis der Kammer für Arbeiter und Angestellte für OÖ
- 1995 NÖ Umweltpreis 1994 Kategorie Umweltjournalist 1. Rang
- 2002 Leopold-Kunschak-Preis
- 2004 ÖAMTC-Wissenschaftspreis